# A2201 road
Die A2201 war eine Class-I-Straße, die 1922 im Stadtgebiet London mit der namentlichen Bezeichnung „Brunel Road“ festgelegt wurde. Sie verband die B205, die die Surrey Commercial Docks erschloss, mit der Kreuzungsanlage, an der der Südausgang des Rotherhithe Tunnel lag. Heute ist sie Teil der B205. Der Übergang von der A2201 in die B205 lag an einer Hebebrücke über die die Rotherhithe Street verlief. Diese Brücke ist heute für den Straßenverkehr gesperrt.